# Ksanterantemum
Ksanterantemum (lat. Xantheranthemum) monotipski biljni rod puzećih trajnica  iz porodice Acanthaceae smješten u podtribus Aphelandrinae, dio tribusa Acantheae, podporodica Acanthoideae. Jedina vrsta je endem iz Perua, X. igneum.

## Etimologija
Ime Xantheranthemum potječe od grčke riječi "xanthos", što znači žuto, i  “anther,” što se odnosi na dio cvijeta koji proizvodi pelud. Ime vrste “igneum”, s latinskog, znači "vatreno" ili "goruće", prikladno opisujući živopisnu crvenkasto-narančastu nijansu njegovih cvjetova. Zajedno, naziv ističe upečatljivu vizualnu privlačnost biljke.

## Opis
Rod je opisan u Die Natürlichen Pflanzenfamilien 4(3b): 321. 1895.

### Fizičke karakteristike
Xantheranthemum igneum prikazuje niz intrigantnih fizičkih osobina. Obično naraste do oko 1-2 metra u visinu, sa širokim, kopljastim listovima koji su tamnozeleni i sjajni. Listovi su naizmjenično raspoređeni duž stabljike. Ono što najviše privlači pažnju ove biljke su njezini cvjetovi koji cvjetaju u grozdovima. Cvjetne glavice sastavljene su od brojnih malih, cjevastih cvjetića koji se šire prema van, stvarajući dojam sličan malom, vatrenom prasku sunca. Latice variraju od narančaste do tamnocrvene, privlačeći oprašivače. Omiljen među vrtlarima.

### Ekološki značaj
Ekološka uloga Xantheranthemum igneuma daleko je veća od njegove vizualne privlačnosti. Ova biljka služi kao vitalni izvor hrane za razne oprašivače, uključujući pčele i leptire, koji se oslanjaju na njezin nektar za prehranu. Osim toga, doprinosi lokalnoj bioraznolikosti, osiguravajući stanište i resurse za razne organizme unutar svog ekosustava. Privlačeći oprašivače, nenamjerno pomaže u procesima oprašivanja okolne flore, poboljšavajući cjelokupno zdravlje svog staništa.

### Preferirana klima i tlo
Xantheranthemum igneum uspijeva u tropskim klimama s visokim temperaturama i visokom vlagom. Cvjeta u regijama koje primaju i izravnu sunčevu svjetlost i zasjenjena područja, što ga čini prilagodljivim različitim svjetlosnim uvjetima. Što se tiče tla, ova biljka voli dobro drenirana, ilovasta tla bogata organskom tvari. Ne podnosi uvjete natopljene vodom i preferira blago kiseli do neutralni pH.

### Rast i razmnožavanje
Ova vrsta se razmnožava i proizvodnjom sjemena i vegetativnim razmnožavanjem. Sezona cvatnje obično se događa tijekom toplijih mjeseci, a svaka biljka proizvodi brojne sjemenke u malim, pahuljastim sjemenkama. Ovo sjeme se može raspršiti kroz vjetar ili vodu, omogućujući biljci da kolonizira nova područja. Osim toga, Xantheranthemum igneum može se razmnožavati i iz reznica stabljike.

### Stanište i rasprostranjenost
Autohtona je u tropskim regijama, Xantheranthemum igneum prvenstveno raste u Peruu. Njegova prilagodljiva priroda omogućuje mu da cvjeta u različitim staništima, od nizinskih prašuma do travnjaka, često tvoreći guste skupine koje poboljšavaju ekološki integritet tih okoliša.

### Ljudska upotreba
Xantheranthemum igneum privukao je pažnju hortikulturista i krajobraznih dizajnera zbog svog upečatljivog izgleda i malih zahtjeva za održavanjem. Često se koristi u ukrasnim vrtovima, uz šetnice i u tropskim pejzažima. Osim njezine estetske vrijednosti, neke kulturne tradicije u njezinim izvornim regijama koriste biljku u medicinske svrhe, iako su potrebna daljnja istraživanja kako bi se u potpunosti razumjele njezine potencijalne zdravstvene dobrobiti.

### Status zaštite
Trenutno Xantheranthemum igneum nije na popisu ugroženih, ali gubitak staništa zbog krčenja šuma i urbanog razvoja predstavlja potencijalnu prijetnju njegovim prirodnim populacijama. Napori za očuvanje koji su usmjereni na očuvanje tropskih staništa ključni su za očuvanje ove izvanredne vrste i njezine ekološke važnosti.

## Sinonimi
- Chamaeranthemum igneum Regel; Gartenflora 17: 353 (1868)